# 연방공화국
연방공화국(Federal republic)은 공화제 정부 형태의 연방제 국가이다.

## 현대의 연방공화국
- 아르헨티나
- 오스트리아[2]
- 보스니아 헤르체고비나[3]
- 브라질[4]
- 코모로
- 에티오피아[5]
- 독일[6]
- 인도[7]
- 이라크
- 멕시코[8]
- 미크로네시아 연방
- 네팔[9]
- 나이지리아[10]
- 파키스탄[11]
- 러시아[12]
- 소말리아
- 남수단
- 수단
- 스위스[13]
- 미국[14]
- 베네수엘라[15]

## 같이 보기
- 정부
- 공화국 목록
- 연방군주제